# RR Андромеды
RR Андромеды (лат. RR Andromedae), HD 4895 — одиночная переменная звезда в созвездии Андромеды на расстоянии (вычисленном из значения параллакса) приблизительно 33659 световых лет (около 10320 парсеков) от Солнца. Видимая звёздная величина звезды — от +15,6m до +8,4m.

## Характеристики
RR Андромеды — красная пульсирующая переменная S-звезда, мирида (M) спектрального класса S6,5,2e, или S5e, или S6/3e, или S6-7/3-3,5e, или S7,2e, или Se, или M5, или Md. Эффективная температура — около 3282 K.